# Kirjat Chajim Mizrachit
Kirjat Chajim Mizrachit (hebrejsky: קריית חיים מזרחית, doslova Východní Kirjat Chajim) je část města Haifa v Izraeli. Tvoří podčást 1. městské čtvrti Kirjat Chajim-Kirjat Šmu'el. Jde o územní jednotku vytvořenou pro administrativní, demografické a statistické účely. Zahrnuje východní území městské čtvrti Kirjat Chajim, na pobřeží Haifského zálivu.
Kirjat Chajim Mizrachit vznikala od 30. let 20. století jako čtvrť pro dělníky z nedalekých továren. Charakterizuje ji vyšší podíl individuální a řidší zástavby. Postupně zde ale dochází k zahušťování zástavby. Populace je židovská, bez arabského prvku. Rozkládá se na ploše 1,84 kilometru čtverečního. V roce 2008 zde žilo 17 800 lidí. Z toho 17 210 Židů.